# Dresden-Dobritz (železniční zastávka)
Dresden-Dobritz je stanice S-Bahn Dresden v Drážďanech na železniční trati Děčín hl. n. – Dresden-Neustadt. Nachází se v městské části Reick blízko částí Dobritz, Prohlis a Leuben. Slouží výhradně jako stanice příměstské železnice, která tam má svou trať.
Železniční zastávka byla otevřena dne 1. července 1971 z důvodu většího počtu cestujících do Pirny.
V rámci rekonstrukce železniční tratě v roce 2001 byla původní dvě nástupiště odstraněna a postaveno nové bezbariérově přístupné ostrovní nástupiště se dvěma kolejemi o 100 metrů dále směrem z města nad ulici Moränenende. Zároveň se přemístila i zastávka MHD pod železniční stanici, takže vznikl moderní dopravní uzel.
Dne 10. listopadu 2002 v 6:30 hod. byly železniční stanice i zastávka Haltepunkt Dobritz MHD znova otevřeny. Tento dopravní uzel je pravidelně obsluhován linkami S1 a S2 příměstské železnice (S-Bahn), rovněž i tramvajové linky 1 a autobusovými linkami 65, 86, 386 a F.
Vlaky S-Bahnu tam jezdí každých 15 minut. Pravidelná doba jízdy mezi hlavním nádražím a zastvákou Dresden-Dobritz činí osm minut.

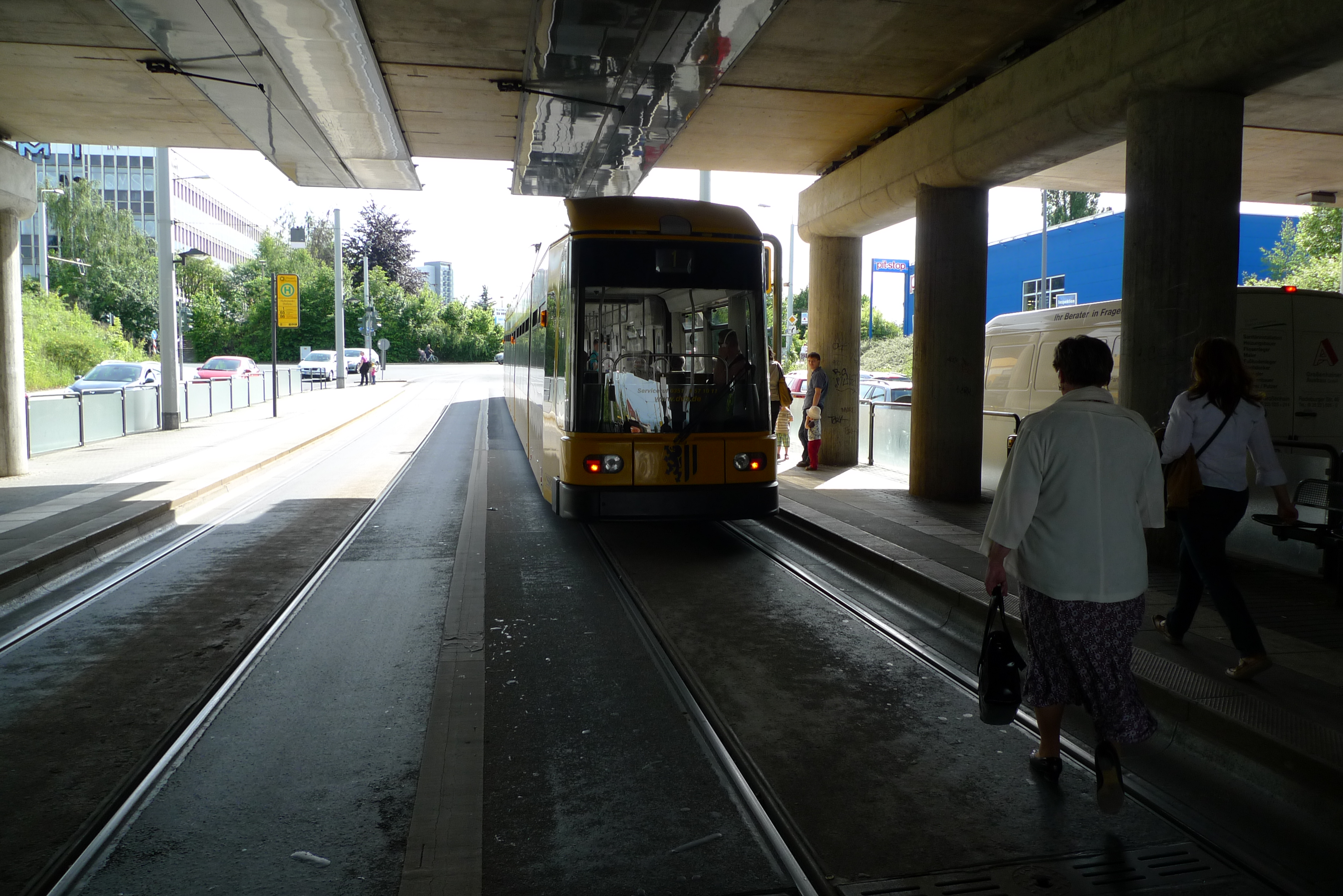
Zastávka městské hromadné dopravy Haltepunkt Dobritz pod železniční stanicí
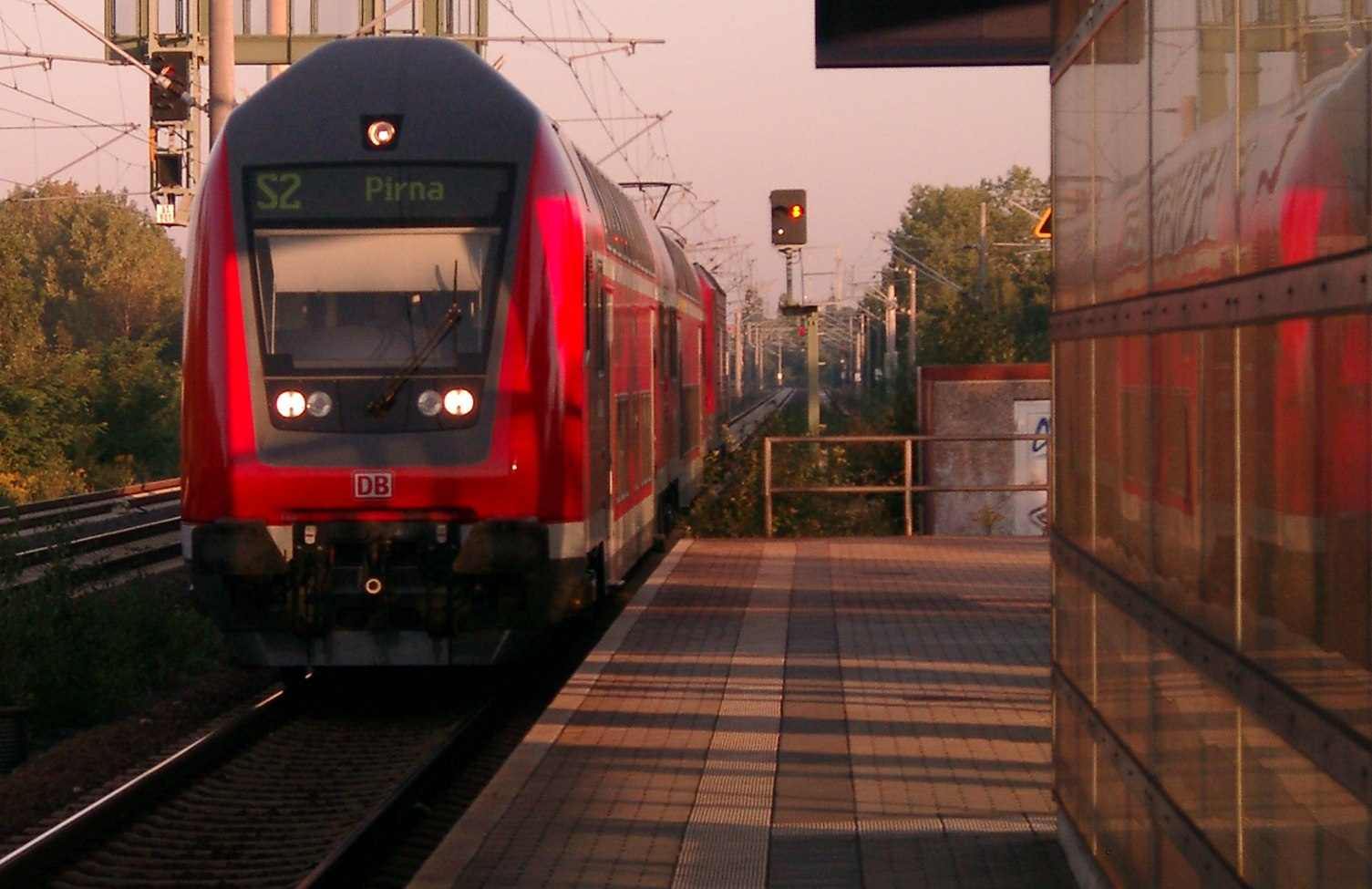
Vlak linky S2 příměstské železnice ve směru Pirna
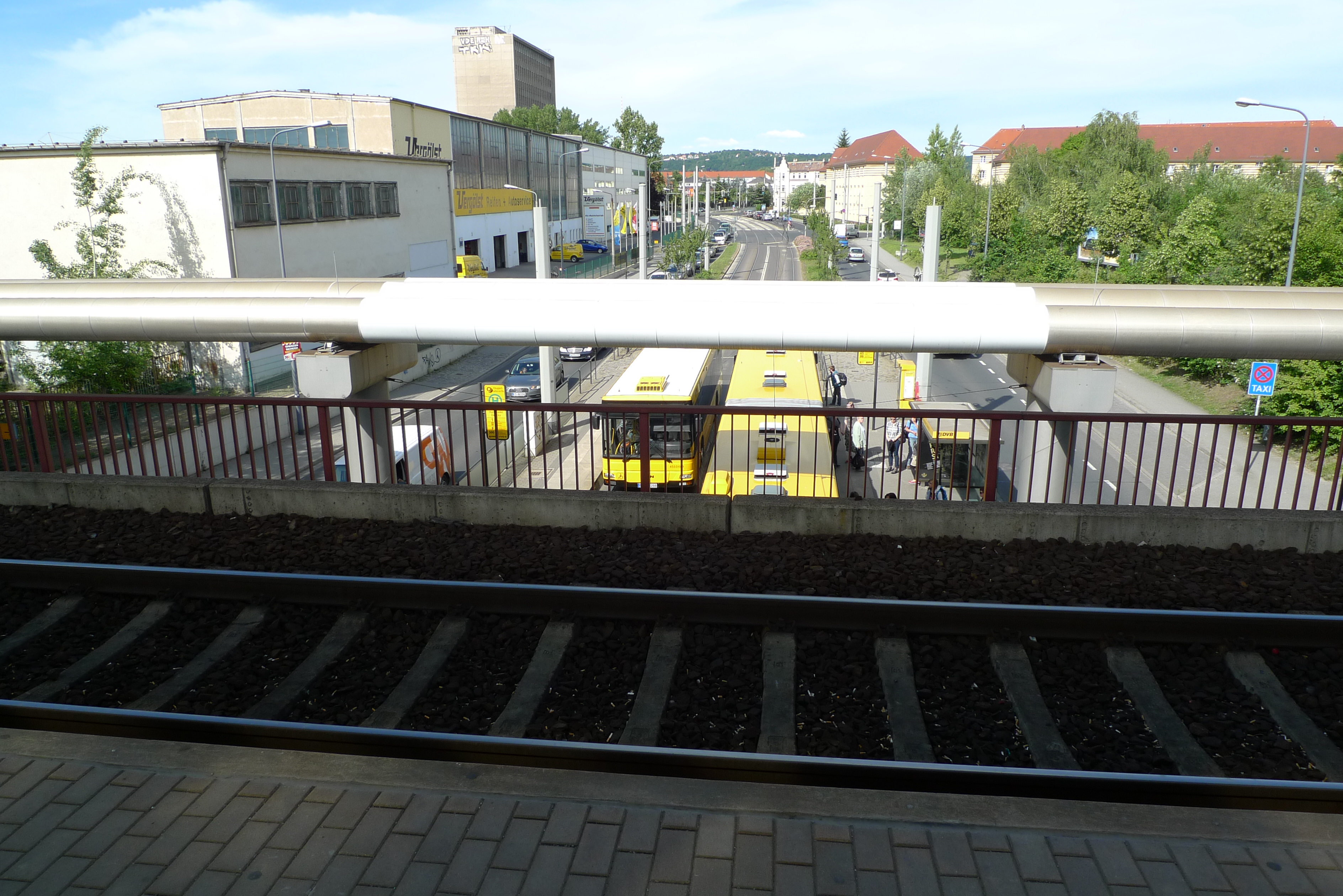
Pohled z nástupiště železniční zastávky na ulici Moränenende
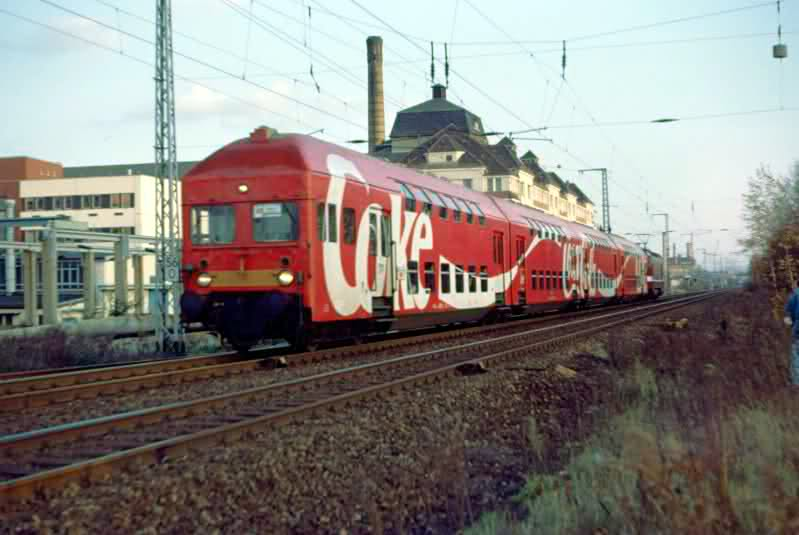
Bývalá souprava příměstské železnice při příjezdu do stanice Dresden-Dobritz v roce 1990